# 精神科学
精神科学（せいしんかがく、独: Geisteswissenschaften）とは、ヴィルヘルム・ディルタイに発する1840年代以来の用語。現在、 "Geisteswissenschaften" の語自体は広く人文科学全般を指すものとなっている。

## 歴史と展開

### ディルタイによる規定
そもそもは、ジョン・スチュアート・ミルの『論理学体系』(1843年)の独語版翻訳（1849年）に当たり、自然科学に対置される道徳科学（すなわち、歴史学、言語学、経済学、社会学、人類学、心理学、法学、宗教学などを含む「人間本性に関する諸科学」）に対して、精神科学なる訳語が造語されたことに始まる。その後、ディルタイの『精神科学序論』やヴィルヘルム・ヴントの著作によって流布するようになり、自然科学を除く経験科学の総称とされるに至った。
ディルタイはその対象を歴史的社会的現実とし、その方法的基礎は（従来の説明的構成的心理学に代わる）記述的分析的心理学（『記述的分析的心理学』）、後には解釈学とした。歴史的認識を範型とする精神科学の認識論的特質は了解（独: Verstehen）であるとし、了解の技術学としての解釈学を構想することになったのである（「自然をわれわれは説明するが、精神生活はこれを了解する」）。

### 文化科学への解消と精神科学の復権
しかし、精神科学の語自体については、その後、心理学と歴史の位置づけをめぐって論争が生じ、次第にリッケルトたちによる文化科学という名称に取って代わられるようになった。
ただし、文化科学の企図するところが、自然と文化、自然と精神、自然と歴史といったカント的二分法に基づいていたのに対して、ディルタイの精神科学が求めたのはそうした分割を排除した全体としての根源的人間像であった。こうしたディルタイの試みは、やがてエトムント・フッサールの現象学やマルティン・ハイデッガーの存在論へと発展させられることになった。